# Roberta Bonanomi
Pour les articles homonymes, voir Bonanomi.
Roberta Bonanomi, née le 15 octobre 1966 à Sotto il Monte Giovanni XXIII Lombardie, est une coureuse cycliste italienne des années 1980 et 1990.

## Palmarès
- 1986
  - Grand Prix Brissago
- 1987
  -  Médaillée de bronze du championnat du monde du contre-la montre par équipes
  - 4e étape du Tour de France
  - 3e du Chrono des Nations
- 1988
  -  Championne du monde du contre-la montre par équipes (avec Monica Bandini, Maria Canins et Francesca Galli)
- 1989
  - Tour d'Italie
  - Postgiro :
    - Classement général
    - 5e étape

  -  Médaillée d'argent du championnat du monde du contre-la montre par équipes
- 1990
  - Tour du Frioul
  - Grand Prix de Chiasso
- 1991
  -  Championne d'Italie du contre-la-montre
  - 2e étape du Tour de Cuba
  - 3e du Tour de la CEE
- 1992
  - 3e du championnat d'Italie du contre-la-montre
  - 3e du Tour de la CEE
- 1993
  -  Médaillée de bronze du championnat du monde du contre-la montre par équipes
- 1994
  - 2e du Tour du Trentin
- 1995
  - Grand Prix Primavera
  - 13e étape du Tour cycliste féminin
  - 13e étape des Masters Féminin
  - 2e du Tour du Trentin
  - 2e du Tour de Toscane
  - 3e du Tour d'Italie
- 1996
  - 14e étape du Tour cycliste féminin
- 1997
  - 4e étape du Tour cycliste féminin
  - 4e étape du Tour du Trentin
- 1999
  - Hamilton City World Cup (Cdm)
- 2000
  - 5e étape du Tour d'Italie